# Derik Osede
Derik Osede Prieto (Madrid, 21 de fevereiro de 1993) é um futebolista profissional espanhol que atua como zagueiro. Atualmente, defende o Inter Turku, da Finlândia.

## Carreira
Derik começou a carreira no Real Madrid C. Ele fez parte do elenco da Seleção Espanhola Sub-20 que disputou o Campeonato Mundial de Futebol Sub-20 de 2013.

## Títulos
Seleção Espanhola
- Campeonato Europeu de Futebol Sub-19: 2012

### Prêmios individuais
- Equipe do torneio do Campeonato Europeu Sub-19 de 2012[1]